# Цховребов Гурам Ясонович
Гурам Ясонович Цховребов (груз. გურამ ცხოვრებოვი, нар. 14 липня 1938, Сталінірі, Південно-Осетинська автономна область, Грузинська РСР, СРСР — пом. 1998) — радянський футболіст, що грав на позиції захисника. Чемпіон СРСР. Гравець збірної. Батько художника Темо Свірелі.

## Клубна кар'єра
Вихованець цхінвальської дитячої спортивної школи. Свою майстерність відшліфовував у тбіліській футбольній школі молоді. З 1957 року — у дублі тбіліського «Динамо».
Протягом 1958—1963 років захищав кольори кутаїського «Торпедо». 1960 року виконав норматив на звання «Майстер спорту» (разом з одноклубниками Мамукою Антідзе і Рамазом Урушадзе). Наступного сезону грузинський клуб стала переможцем перехідного турніру союзних республік і здобула путівку до еліти радянського футболу.
У класі «А» дебютував 2 травня 1962 року, перемога над московським «Торпедо» з рахунком 4:2. За два сезони провів в елітному дивізіоні 57 матчів, відзначився забитими м'ячами у ворота вільнюського «Жальгіріса» і московського «Торпедо».
1964 року повернувся до тбіліського «Динамо» (Тбілісі). Того сезону клуб, вперше в своїй історії, здобув золоті нагороди чемпіонату СРСР. Гурам Цховребов провів 32 із 33 матчів турніру. Бронзовий медаліст першості 1967 року.
Того ж року залучався до матчів збірної СРСР. Дебатував 28 липня у Вроцлаві. Радянські футболісти, завдяки голу Ігоря Численко, здобули мінімальну перемогу над збірної Польщі у рамках відбіркового турніру на Олімпіаду в Мехіко. У матчі-відповіді, що проходив через тиждень, також був зафіксований переможний результат — 2:1 (голи забивали: Ігор Численко, Анатолій Банішевський — Влодзімеж Любанський).
Провів два кваліфікаційних матчі у розіграші кубка Європи, з командами Фінляндії (2:0) й Австрії (0:1). Також брав участь у товариських поєдинках проти збірних Швейцарії, Болгарії і Нідерландів.
У складі «Динамо» грав у фіналі кубка СРСР 1970 року (поразка від московських «одноклубників» з рахунком 1:2). Всього за сім сезонів, у складі тбіліського клубу, провів 151 ліговий матч (4 забиті м'ячі), у кубку СРСР — 12 матчів.
Завершив професійну кар'єру футболіста виступами за команду другої ліги «Металург» (Руставі) у 1971 році. Протягом 1973—1974 років — старший тренер команди «Спартак» (Цхінвалі).

## Досягнення
- Чемпіон СРСР (1): 1964
- Третій призер (1): 1967
- Фіналіст кубка СРСР (1): 1970

## Статистика
Статистика клубних виступів:
| Сезон             | Команда           | Чемпіонат | Чемпіонат | Чемпіонат | Кубок | Кубок |
| Сезон             | Команда           | Ліга      | Ігри      | Голи      | Ігри  | Голи  |
| ----------------- | ----------------- | --------- | --------- | --------- | ----- | ----- |
| 1958              | «Локомотив» Кт    | Д-2       |           |           | —     | —     |
| 1959              | «Торпедо» Кт      | Д-2       | 16        | 2         |       |       |
| 1960              | «Торпедо» Кт      | Д-2       |           |           | —     | —     |
| 1961              | «Торпедо» Кт      | Д-2       |           |           |       |       |
| 1962              | «Торпедо» Кт      | Д-1       | 30        | 1         | 1     | 0     |
| 1963              | «Торпедо» Кт      | Д-1       | 27        | 1         |       |       |
| 1964              | «Динамо» Тб       | Д-1       | 32        | 0         | 1     | 0     |
| 1965              | «Динамо» Тб       | Д-1       | 32        | 2         | 3     | 0     |
| 1966              | «Динамо» Тб       | Д-1       | 23        | 1         | 1     | 0     |
| 1967              | «Динамо» Тб       | Д-1       | 23        | 1         | 2     | 0     |
| 1968              | «Динамо» Тб       | Д-1       | 27        | 0         | 2     | 0     |
| 1969              | «Динамо» Тб       | Д-1       | 12        | 0         | 1     | 0     |
| 1970              | «Динамо» Тб       | Д-1       | 22        | 0         | 2     | 0     |
| Усього за кар'єру | Усього за кар'єру | Д-1       | 208       | 6         | 13    | 0     |

Статистика виступів за збірну:
| Дата       | Місто     | Господарі  | Результат | Гості     | Турнір            | Голи | Примітки |
| ---------- | --------- | ---------- | --------- | --------- | ----------------- | ---- | -------- |
| 28/07/1967 | Вроцлав   | Польща     | 2 – 0     | СРСР      | ОІ 1968           | -    |          |
| 04/08/1967 | Москва    | СРСР       | 2 – 0     | Польща    | ОІ 1968           | -    |          |
| 30/08/1967 | Москва    | СРСР       | 2 – 0     | Фінляндія | Відбір до ЧЄ 1968 | -    |          |
| 01/10/1967 | Москва    | СРСР       | 2 – 0     | Швейцарія | товариський матч  | -    |          |
| 08/10/1967 | Софія     | Болгарія   | 2 – 0     | СРСР      | товариський матч  | -    |          |
| 15/10/1967 | Відень    | Австрія    | 2 – 0     | СРСР      | Відбір до ЧЄ 1968 | -    |          |
| 29/11/1967 | Роттердам | Нідерланди | 2 – 0     | СРСР      | товариський матч  | -    |          |
| Усього     |           | Матчів     | 7         |           | Голів             | 0    |          |